# Nuoto sincronizzato ai campionati europei di nuoto 2016 - Singolo (programma tecnico)
La competizione di nuoto sincronizzato - Singolo tecnico dei Campionati europei di nuoto 2016 si è svolta la mattina del 12 maggio 2016 presso il London Aquatics Centre di Londra. Si sono contese il podio complessivamente 17 atlete.

## Medaglie
| Posizione | Atlete            | Paese   |
| --------- | ----------------- | ------- |
| Oro       | Svetlana Romašina | Russia  |
| Argento   | Anna Vološyna     | Ucraina |
| Bronzo    | Linda Cerruti     | Italia  |

## Risultati
| Pos. | Atlete                  | Nazione     | Punti   |
| ---- | ----------------------- | ----------- | ------- |
|      | Svetlana Romašina       | Russia      | 93.8865 |
|      | Anna Vološyna           | Ucraina     | 90.7289 |
|      | Linda Cerruti           | Italia      | 87.1493 |
| 4    | Evangelia Platanioti    | Grecia      | 86.0587 |
| 5    | Cristina Salvador       | Spagna      | 85.5766 |
| 6    | Anastasia Gloushkov     | Israele     | 83.9223 |
| 7    | Vasiliki Alexandri      | Austria     | 83.2970 |
| 8    | Estel-Anaïs Hubaud      | Francia     | 83.1091 |
| 9    | Sascia Kraus            | Svizzera    | 80.4545 |
| 10   | Olivia Allison-Federici | Regno Unito | 79.2639 |
| 11   | Margot de Graaf         | Paesi Bassi | 77.9689 |
| 12   | Marlene Bojer           | Germania    | 75.6986 |
| 13   | Mia Šestan              | Croazia     | 72.4361 |
| 14   | Hristina Damyanova      | Bulgaria    | 72.3917 |
| 15   | Nea Hannula             | Finlandia   | 69.5557 |
| 16   | Nevena Dimitrijević     | Serbia      | 68.2817 |
| 17   | Ana Baptista            | Portogallo  | 66.4256 |